# 天霧の滝
天霧の滝（あまぎりのたき）は、徳島県那賀町にある南川の滝。落差は30m。

## 地理
那賀川の支流である南川の源流付近にある滝。直瀑気味の段瀑と渓流瀑が複合した珍しい滝である。
光を浴びると、その名のごとく、天から勢いよく霧が吹きかけられているように見える。水量は多く滝壺も広い。 滝壺付近は水飛沫が舞い、岩の上は非常によく滑る。

## 交通
- JR牟岐線「桑野駅」より車で約150分。